# Limette
Ne doit pas être confondu avec Lime (fruit).

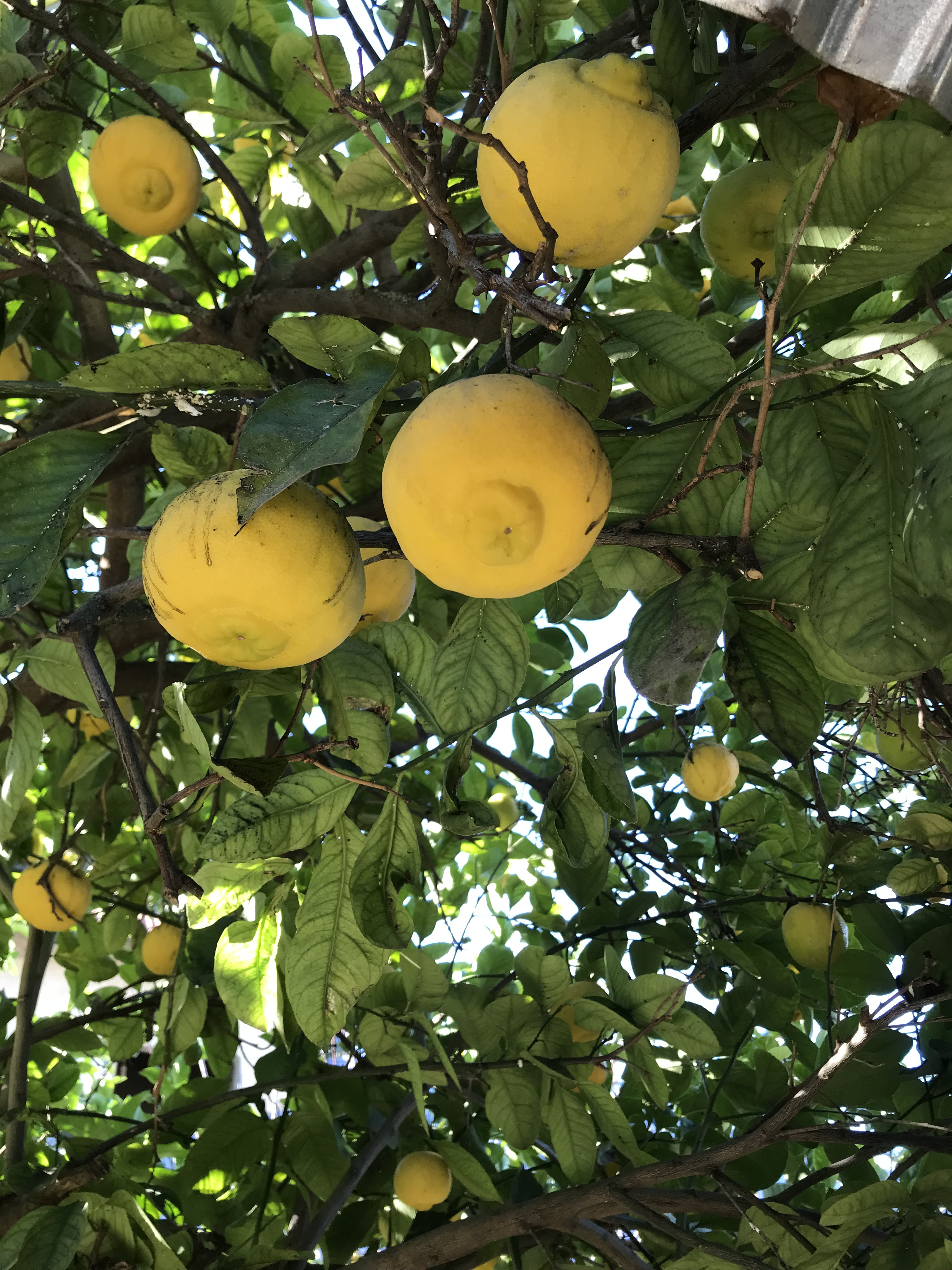
Limonette de Marrakech

La limette, ou improprement citron doux ou lime douce car elle n'est ni un citron ni une lime à pulpe douce, est un agrume cultivé, fruit du limettier, arbuste de la famille des Rutacées dont on distingue traditionnellement deux espèces : Citrus x limetta (limettier à fruits doux ou acidulés, limonette) d'origine méditerranéenne, et Citrus limettioides (limes douces de Perse, du Brésil ou de Palestine) qui sont probablement originaires d’Inde.  
La limette douce est consommée et prisée dans le Sous-continent indien, en Tunisie et en Iran ; au Maroc on cultive la limonette acide de Marrakech (citron Beldi dit citron bergamote). Les limettes se reconnaissent à leur mamelon plus ou moins protubérant.

## Dénomination

### Taxonomie

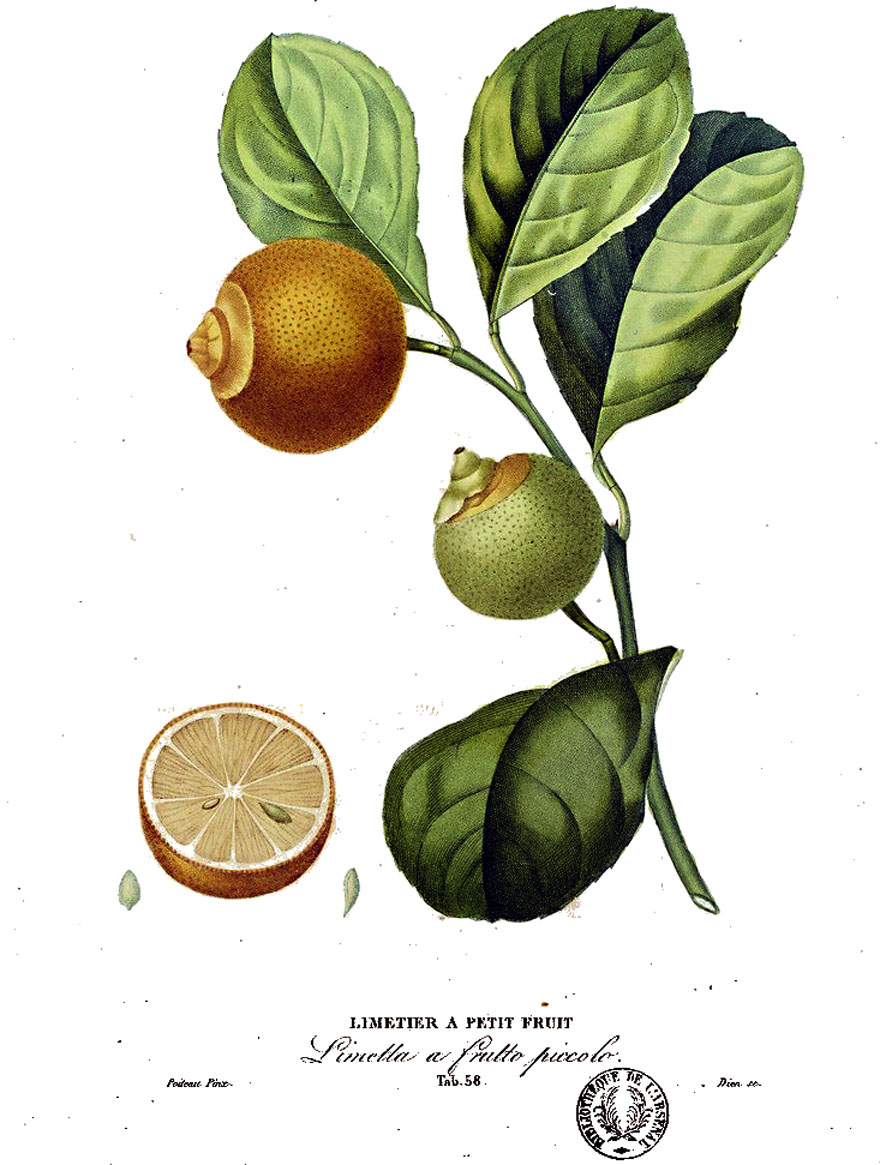
Limetta à frutto pocolo chez Risso et Poiteau 1818.

Risso avait décrit de nombreuses limettes en 1813 dans les Annales du Muséum. Il consacre un chapitre VII de l'Histoire naturelle des orangers à la description des limettiers, avec le limettier ordinaire Citrus limetta vulgaris, le limettier à petit fruit, à fruit acre, à fruit tuberculé, le limettier [acide] d'Espagne, la limette de Rome, le limettier des orfèvres (C. hystrix de De Candolle). Il est considéré comme premier descripteur de Citrus limetta'', même si Le Nouveau Duhamel (1812) écrit article «CITRONIER Limettier: Limonier à fruit doux. Galesio [qui l'a décrit dans le Traité du Citrus. p. 112. dit en avoir vu à Versailles et la donne commune en Ligurie] Synon. confus. Vulgairement, en Italie et en Provence, Limetti, Limetta , grosso Limetto». Longtemps lime, limette et citron ont été confondus.
Swingle et Reece (1967) puis Tanaka (1954) et Cottin ont tenté d'ordonner la taxonomie: Curk et al. 2016 en font le commentaire suivant: «Les classifications botaniques de Swingle et Reece et Tanaka ni les dénominations usuelles lime et citron n'englobent correctement l'organisation de la diversité génétique [ ] alors qu'il s'agit d'origines phylogénétiques bien plus différentes, pas davantage d'autre part, que la multiplication des taxons proposée par Tanaka, qui sépare des sous-groupes d'origine similaire (ie C. karna / C jambhiri / C. limonia ou C. limon / C. limetta )».

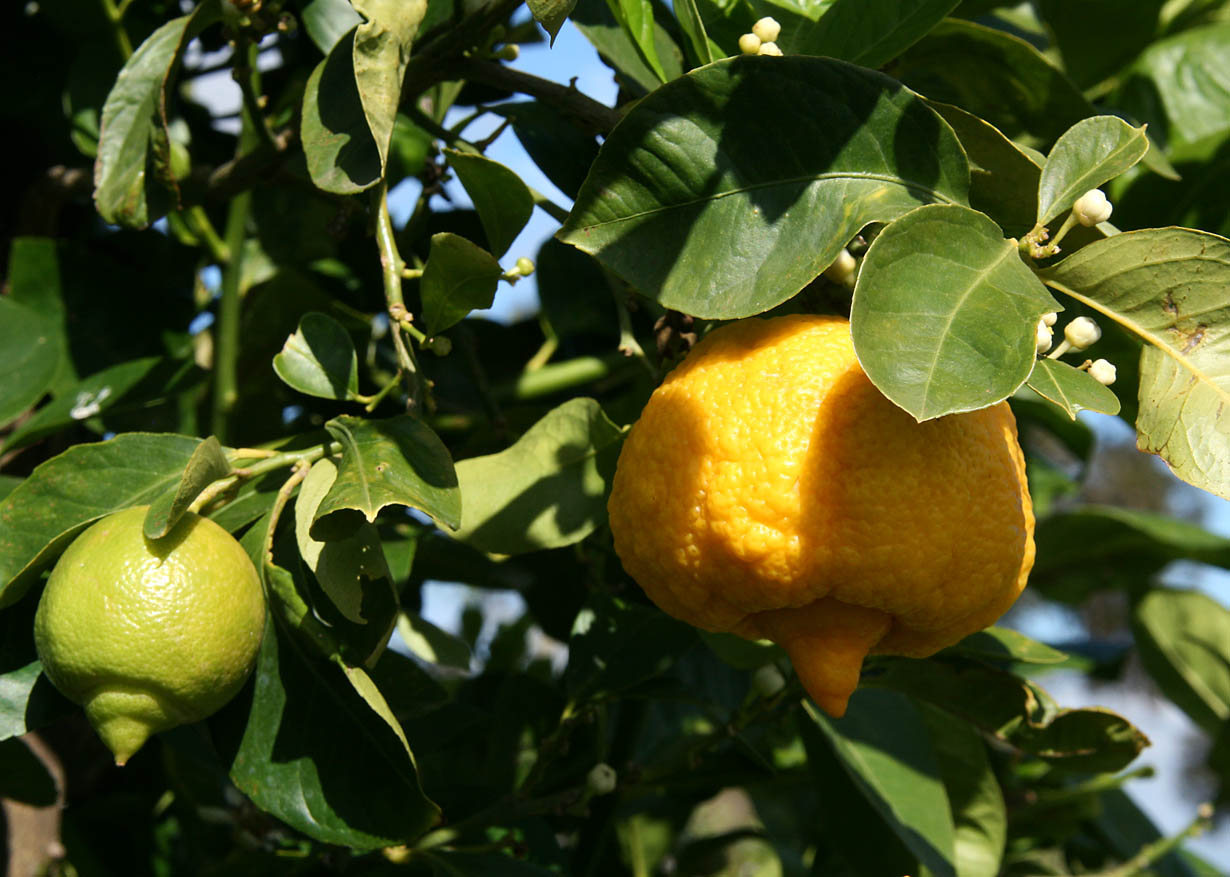
Apex proéminent de la limette portugaise

Noms arabes du fruit donnés (1907) sont Karess, Limoun (à Gabès) limûn helou, ou succari en Égypte, laymûn-helo en Syrie et en Palestine.avec variétés Limon ou Karess Adalieh ahmed, Ghari, Beldi. En Asie dehi (Singapour), madhukarkatika (sanscrit), thambaya (Birmanie), nembu mitha amrit-phal,  erumitchi narracum en malais, quitter giây au Viêt-Nam. La lima portugaise est connue au Brésil comme limão. Le chinois 甜柠檬 (Tián níngméng) ne semble pas applicable aux limettes mais aux citrons peu ou non acides.

## Description
La limette existe comme le citron (C. limon) avec pulpe douce (le plus connu est le citron Meyer) ou acide qui serait apparue pendant le Moyen Âge ou comme l'orange avec des formes douces et d'autres amères. Encore faut il signaler des fruits ambigus comme le lemonade (? Citrus x C. tamurana holotype) - apprécié en Nouvelle-Zélande - à pulpe doucereuse, piriforme et au gout des limettes qualifié d'hybride de citron doux. 

### Morphologie

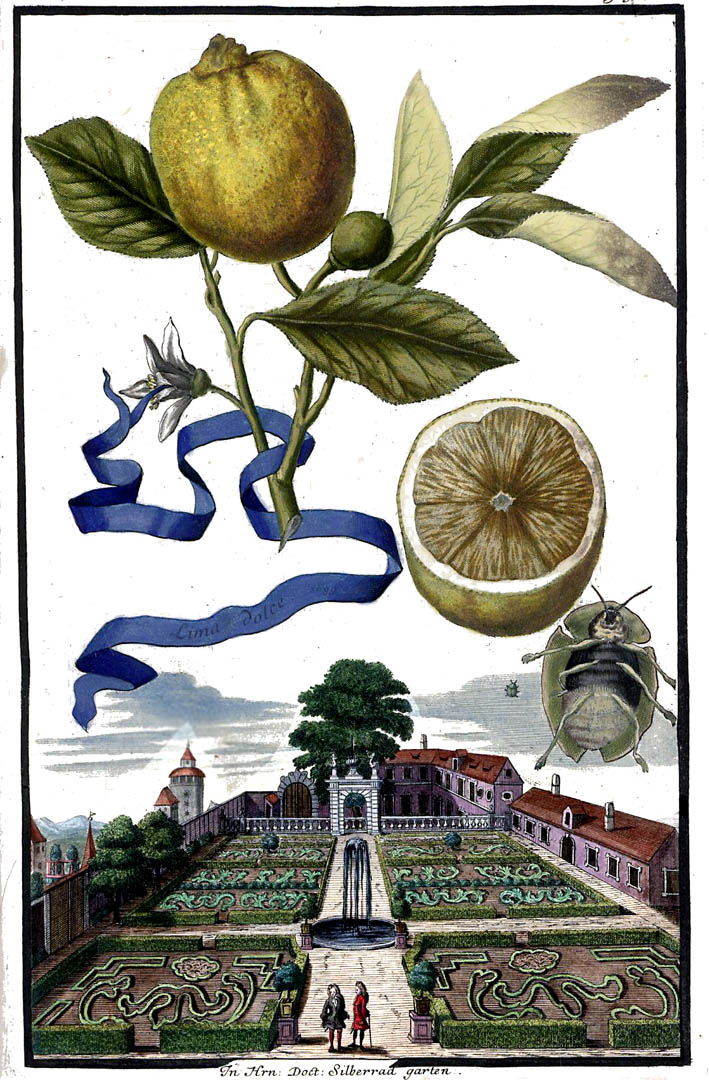
Lima dolce chez Volkamer (1714)

H. Chapot fait la description suivante: C'est le fruit d'un arbuste qui peut atteindre 6 à 7 m de haut ressemblant au citronnier. Les branches des arbres jeunes sont parfois épineuses puis inermes chez les arbres âgés. Les feuilles sont plus arrondies que celles du citronnier en moyenne de 11,3 cm sur 6,2 cm de largeur en moyenne avec un pétiole de 0,9 cm. Les jeunes feuilles sont pourpres. Le limbe est ovale, légèrement acuminé au sommet, faiblement indentées.
Les fleurs en grappes multiflores à l'extrémité, la corolle de 3,5 cm de diamètre est faite de 4 à 7 pétales ont un parfum intense.
Le fruit d'un diamètre moyen de 5 cm, hauteur moyenne 4,7 cm à pédoncule court 0,4 à 0,5 cm a un apex à mamelon bien marqué d'un diamètre moyen de 2,2 cm - parfois double - entouré d'une aréole marquée . Il est jaune à maturité. La pulpe  est jaune clair, juteuse parfois au gout de bergamote, insipide (déjà Risso signale un gout insipide) plutôt qu'acide. 7 à 10 pépins en moyenne.

### Génétique
Franck Curk et al. (2016) écrivent: «Trois espèces (C. maxima  ×  C. reticulata) × (C. medica) semblent être à l'origine des accessions de C. limetta , C. limettioides , C. meyeri et C. limon . Les données cytoplasmiques et l'analyse de l'ajustement de différents modèles parentaux suggèrent que C. aurantium  ×  C. medica sont à l'origine des accessions de C. limetta et C. limon , tandis que d'autres parents dérivés des pools de gènes de C. maxima et C. reticulata sont à l'origine de C. limettioides et C. meyeri». Les limettes sont membres d'un vaste type cytoplasmique 5 qui se divise en 3 sous clades, le A fait de citrons, le B qui s'est ramifié du précédent contient les C. limetta (Marrakech acide, limette à mamelon et Marrakech) et le D avec deux hybrides de citron (Mak Nao Si et Damas). Les C. limetta ont une proportion plus élevée de C. reticulata. 

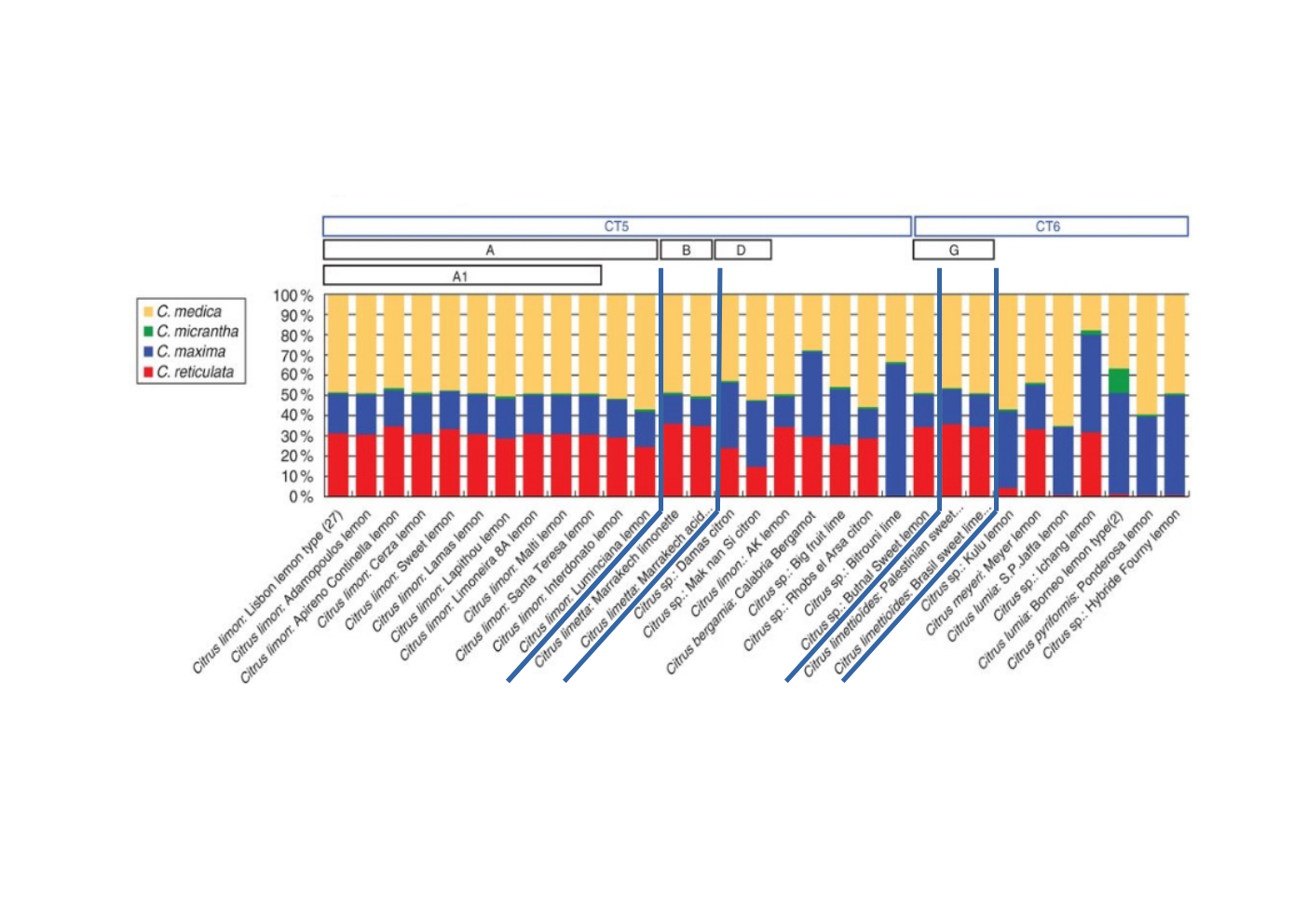
Les sous clades B limettes acides (types cytoplasmiques 5) et G limettes douces (TC 6) sont phylogénétiquement proches avec beaucoup plus d'hérédité mandarine que les citrons et moins de pamplemoussier (Curk et al. 2016)

Et c'est dans un autre groupe cytoplasmique 6 qu'ils classent les 3 C. limettioide (de Palestine, Brésil et lime Bisri, ces dernières ayant le même génotypes multilocus) et citron doux Butna et le citron Meyer très proche. Ce sont les mêmes hybrides  (C. maxima  ×  C. reticulata) × (C. medica) avec près de 50 % de contribution de C. medica, mais avec des parents C. maxima  ×  C. reticulata différents de C. limetta.

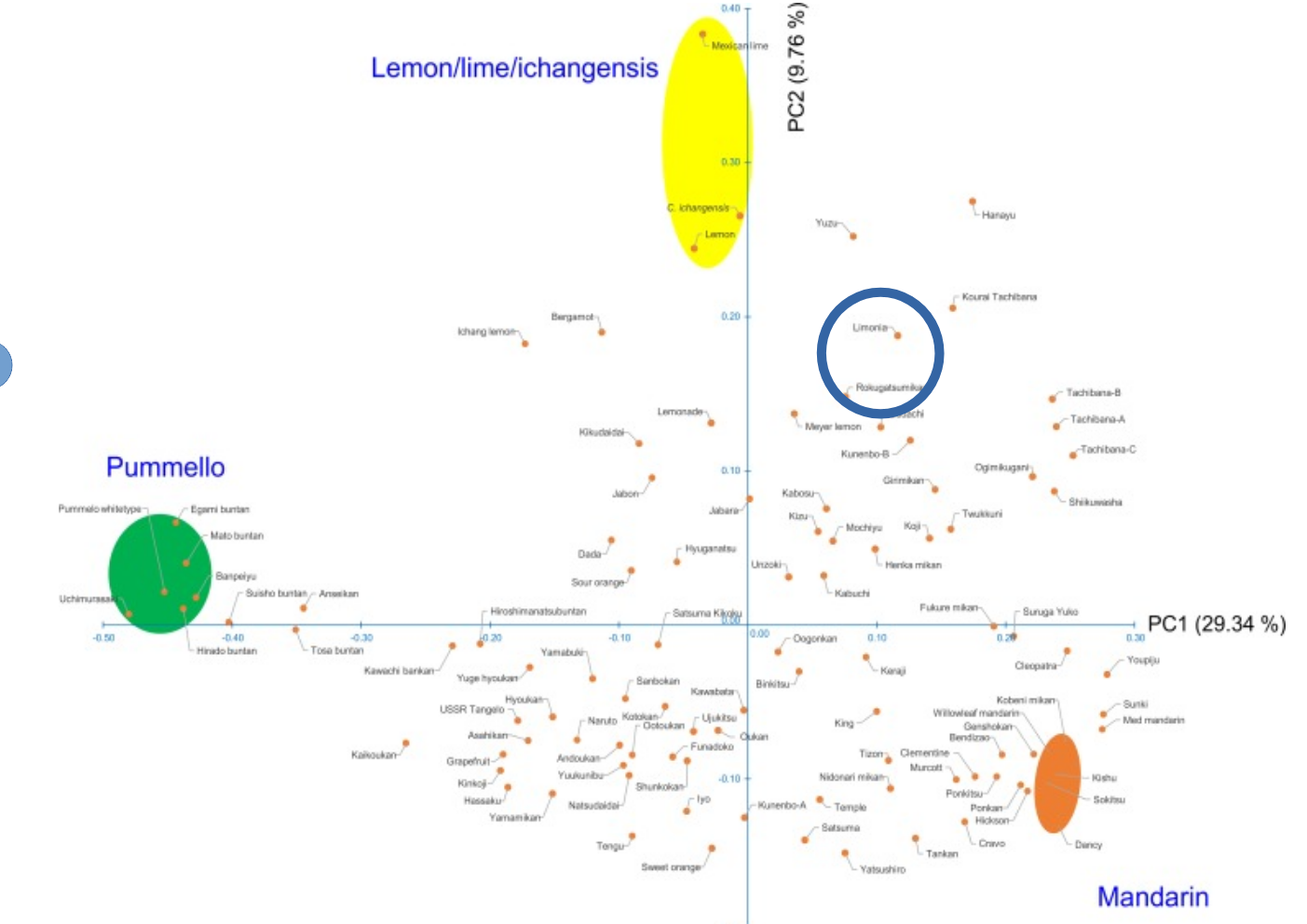
chez Shimizu et al. Limonia est proche d'un hybride de bigarade (Rokugatsumikan C. rokugatsu hort. ex Yu.Tanaka)

Tokurou Shimizu et al. (2016) travaillent sur une population riche en agrumes japonais et pauvre en méditerranéens, C. medica et citrons, dans leur carte des distances génétiques ils placent limetta dans un type cytoplasmique 3 distinct. 8 variétés sont proches: hanayu, ichanchii, Kourai Tachibana (C. nippokoreana hort ex. Tanaka, le plus proche dans leur carte), citron, limonia, lime mexicaine , rokugatsumikan (C. rokugatsu hort. ex Yu.Tanaka) et yuzu; avec une hérédité C. medica marquée. Ils notent que limonia, le citron Meyer et le shiikuwasha partagent tous les allèles à l'exception d'un décalage. 
«Nous n’avons pas pu identifier le parent femelle car aucun des hybrides (C. maxima × C. reticulata) de notre étude en combinaison avec C. medica ne permet d'engendrer le profil génétique de ces variétés» écrit F. Curk. 

## Variétés et cultivars
|                            |
| Lime de Palestine en coupe |

|                                 |
| Limonette de Marrakech en coupe |

|                                    |
| Lime douce du Brésil peu mamelonée |

|                                 |
| Limette douce portugaise (lima) |

H. Chapot en 1962 crée un groupe limettes et limonettes dont la limonette de Marrakech est le type et qu'il divise en 
- un sous groupe à fleur pourpres et à fruits plus ou moins acides (Limonette de Marrakech, Limonette d'Afrique du Sud et limette Millsweet) et
- un autre à fleur blanche et non acide avec Limoncello de Naples à fruit limonettiforme et Limette douce de Palestine à fruit rond[16]

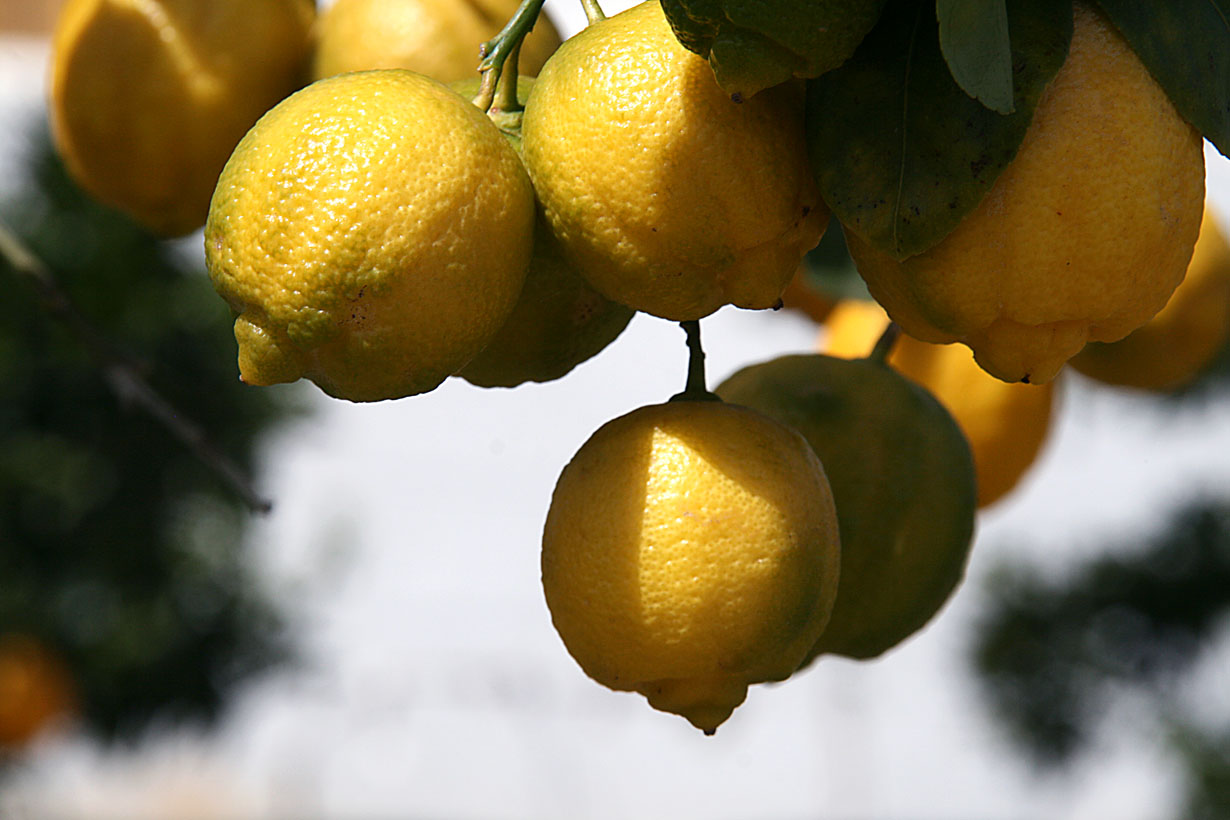
limes douces de Palestine

Hodgson (1967) note qu'il «existe trois fruits citronnés remarquablement similaires et évidemment étroitement apparentés qui constituent un groupe naturel, probablement mieux désigné sous le nom de limettas, à savoir le Millsweet dit citron doux [qui n'est pas un citron], le méditerranéen ou tunisien ( pour le distinguer de la lime douce indienne ou palestinienne) et de la limette marocaine ou limonette de Marrakech»

### Limettes à fruit plus ou moins acides

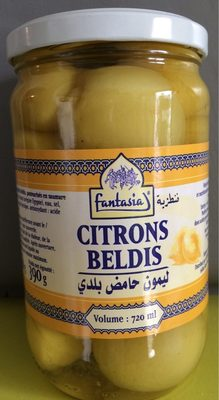
Citrons Beldi confits au sel

#### Limonette de Marrakech

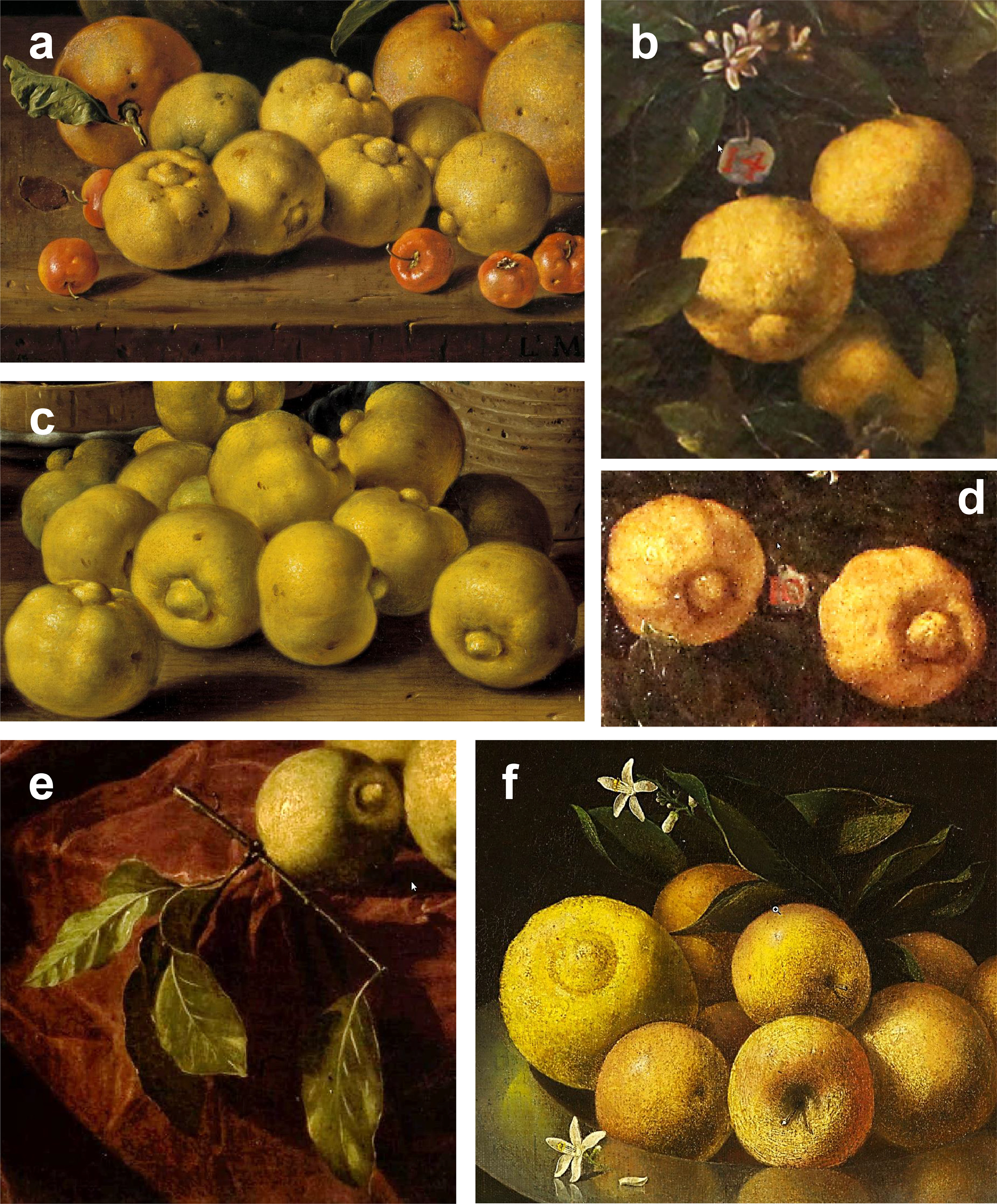
Iconographie de la limette de Marrakech chez Luis Melendez v. 1760 et 1770, Bartolomeo Bimbi,1715, Cristoforo Munari 1709, cercle de Francisco de Zurbarán 1650 environ.

La Limonette de Marrakech (Citrus limetta Risso puis Citrus × limon var. limetta (Risso) Ollitrault, Curk & R.Krueger) est aussi nommée Beldi, citron beldi, limun beldi ou l'hamd beldi, citron bergamote, Boussera, bergamote de Tunis ou Limonette à mamelon, se rencontre avec pulpe acide ou pulpe douce. Elle serait d'origine marocaine où elle est cultivée à Marrakech, et aussi et dans la Vallée de Ricote (Murcie, Espagne). La forme acide est confite au sel au Maroc pour la préparation de tajines. La plus répandue selon Larousse (1988) très florifère et fructifère, se cultive comme le citronnier. 
Elle est attestée dans le catalogue des Médicis, dans un polyptyque de Gand de van Eyck et de nombreuses natures mortes italiennes et espagnoles (XVIe au XVIIIe). La phylogénie montre une ascendance Citrus maxima / C. reticulata plus élevé dans les citrons communs que dans les limettes et une ascendance Citrus maxima / C. medica plus faible que chez le citron Meyer. 

#### Limette Millsweet
Au Maroc: Limoun Boussera. Nommée en Californie par Webber (1943) serait originaire d'Afrique du Nord proche de Limonette de Marrakech mais douce. Elle en serait un mutant. Elle produit des fleurs légèrement violettes et des fruits très peu acides. Le fruit est de taille moyenne, rond, mamelonné avec un sillon aréolaire marqué. pulpe avec peu de pépins. Givaudan Citrus Variety Collection at UCR écrit que les fruits sont similaires à ceux de la Limonette de Marrakech et à la Limette douce méditerranéenne dont le seul caractère distinct est la floraison blanche. Vraisemblablement introduite an Amérique par des européens (présente à Monterey en 1822).

#### Lime Pursha, Limette douce de Rome
Pursha Romana lime, la lime douce de Rome, limetta di Roma, a une taxonomie incertaine: Citrus × limonia Osbeck, C. x Citrus aurantium, C. x depressa,  C. pectinifera, ou encore (improbable) hybridation d'un rangpur et d'un shikwasha d'où son nom lime pursha. Ce fruit a l'apparence d'une petite mandarine bosselée et non d'une limette. Sa peau est fine, le jus  est aigre-doux puis sucré à maturité (10° brix). L'origine est tout aussi incertaine, des pursha chinois se rencontrent. 

#### autres
- Limonette d'Afrique du Sud - Variété à fleur pourpre citée par H. Chapot.
- Columbia sélection clonale mentionnée par Reuther et al. (Citrus Industry, Vol. 1, 1967).
- Soh Synteng ou citron soh synteng[34] – une variation fortement acide en Assam avec de nouvelles pousses et des boutons floraux brièvement rosés, de forme sphérique, gros fruit qui n'a pas l'apparence du citron, ni le gout[35].

### Limettes à fruits doux

#### Limette douce de Palestine
Très juteuse, non acide, fade, légèrement bergamotee. Citrus limetta Risso est décrite comme la limette de Palestine avec un fruit plus gros et légèrement plus allongé en moyenne. Elle serait originaire d'Inde et donnée comme synonyme de Lime douce indienne. A été utilisée comme porte greffe mais elle est sensible à l'exocortis.
Probable variant américain Pomona sweet lemon, également bergamoté.Iraq lemon, le même en provenance d'Irak. Bisri du Liban (vallée de la rivière Bisri au Liban), lime douce Bisri (SRA 772) est classée C. limettioide par l'INRA est un variant proche.

#### Limoncello de Naples

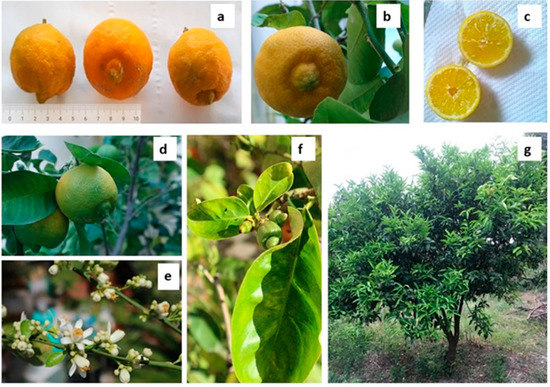
Limmo napolitain ou lemoncetta Locrese (a,b) Fruits mûrs (c) Section (d) Fruits vert (e) Jeunes feuilles et fleurs (f)) Feuilles et petits fruits. (g) Arbre de limmo napolitain

Encore Citron américain, Lime sans pépin. Le fruit est nommé limonetta. Le limmo napolitain, à l'arôme parfumé, au jus peu sucrée, plutôt édulcorée, presque totalement dépourvue d'acidité est donné pour proche du lemoncetta Locrese de Calabre (2020) par Domenico Cautela et al..  La Limonette calabraise a des fleurs légèrement teintées de pourpre d'après L. Trabut (1901). Selon les sources le fruit est acide (1907).

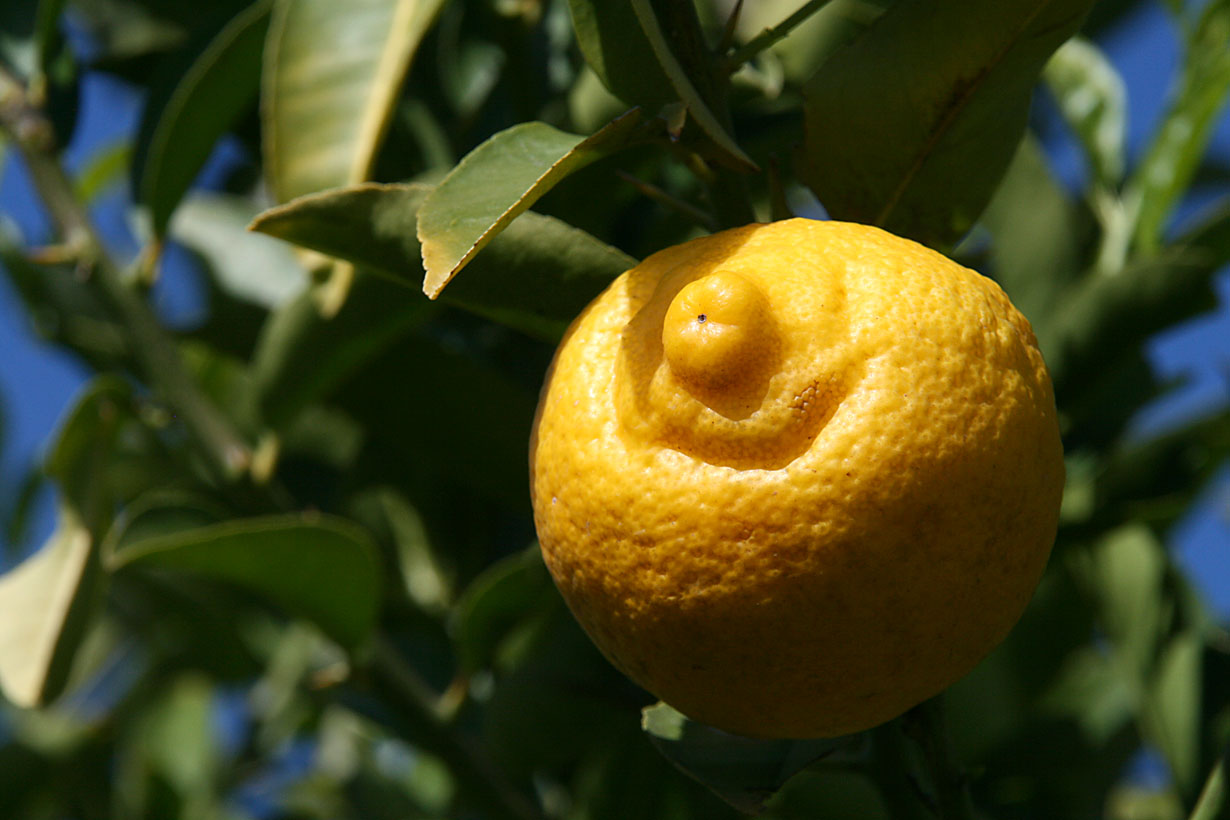
Areole d'une lime douce du Brésil

#### Lime douce du Portugal et du Brésil
Une limette douce cultivée à côté de Montemor-o-Novo est décrite comme le meilleur fruit du royaume en 1817 (preferivel o limão doce, que pode dizer-se o melhor do Reino). La Gazette de Lisboa signale en 1826 sa culture à S. Domingos de Bemfica, un religieux Frère Bernard Faucon l'avait signalé à Santiago de Cacem. On la retrouve au Brésil (Lime douce du Brésil) dans une chanson populaire début XIXe siècle, « Vinde cá, meu limão doce, /  Saboroso no comer, / Não descubras meu segredo / Que só a ti dei a saber...» (Viens là ma lime douce si savoureuse à manger et garde bien mon secret qu'à toi seule j'ai donné).

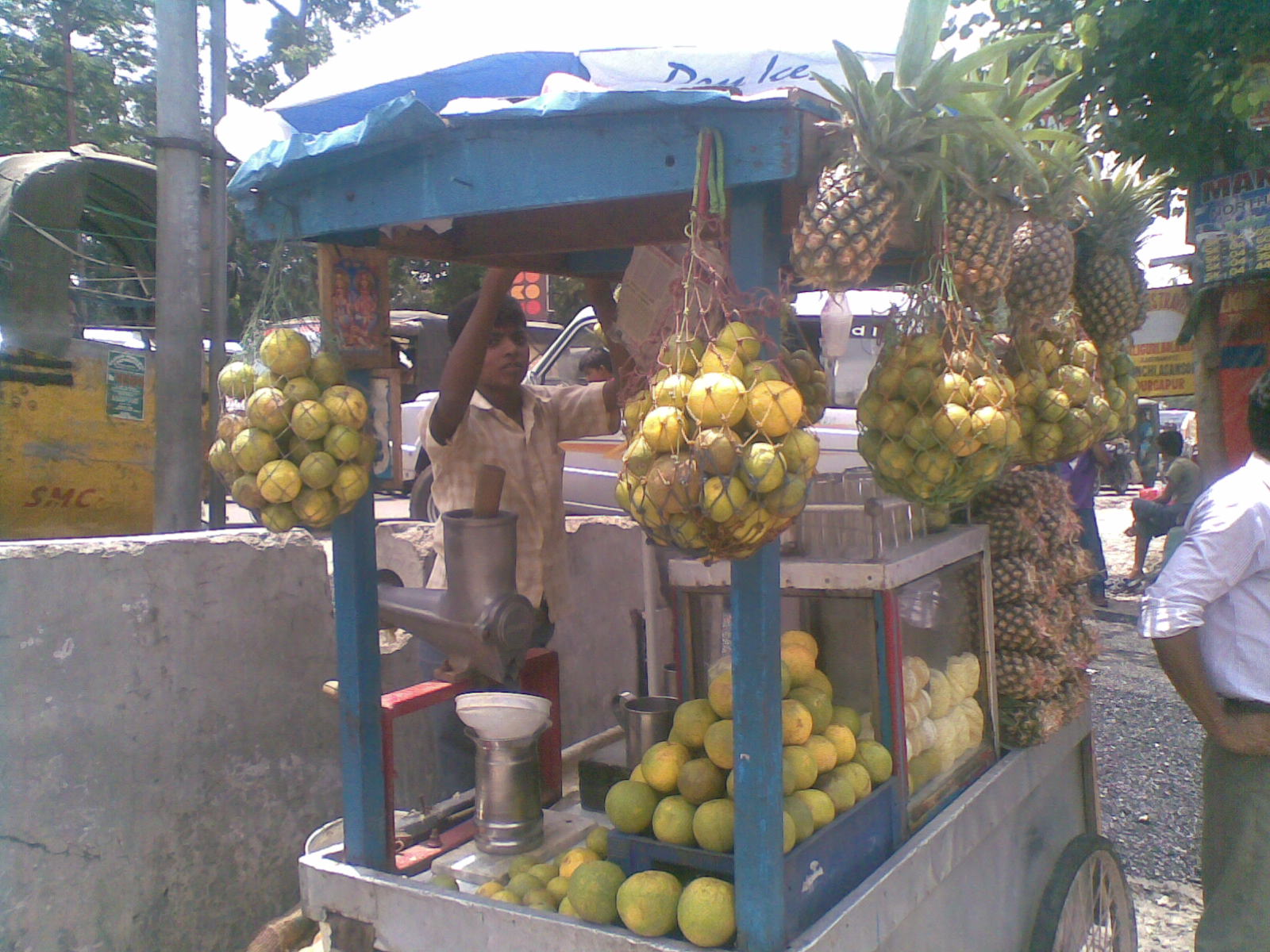
vente de limette Mozambi en Inde

#### Limettes ou citrons doux indiens et iraniens. Mozambi
Mitha-Tulia fruit mamelonné indien comparable au Bakrai iranien à fruit rugueux, saveur comparable à la lime de Palestine mais pulpe foncée couleur oranger. Bahman sans mamelon et à chair blanche est présent dans la collection de Riverside venu de Dezfoul. Mitha est une variété signalée au Pakistan. 
En Iran لیمو شیرین Limu shirin (citron doux) est largement cultivé et consommé avec de nombreuses allégation en médecine traditionnelle dont les affections saisonnières hivernales. De même en Inde  où le jus des en Kannada చీనీకాయ ou ಮೂಸಂಬಿ (limbe haṇṇa - chinikaya ou muzambi), മുസംബി (muzambi) en malayalam, en tamoul சாத்துக்குடி (satukudi- satukodi), en hindi मुसंबी ou मौसंबी (mosambi - musammi), au Pendjab ਮੁਸੰਮੀ, en benghali মৌসুমী বা মুসুম্বি লেবু (moushumi - mushumbi lebu) est largement consommé avec vertus multiples (maux de dents, maladies respiratoires, choléra, polydipsie, diarrhée, maladies urinaires, acné, perte de poids, etc.)

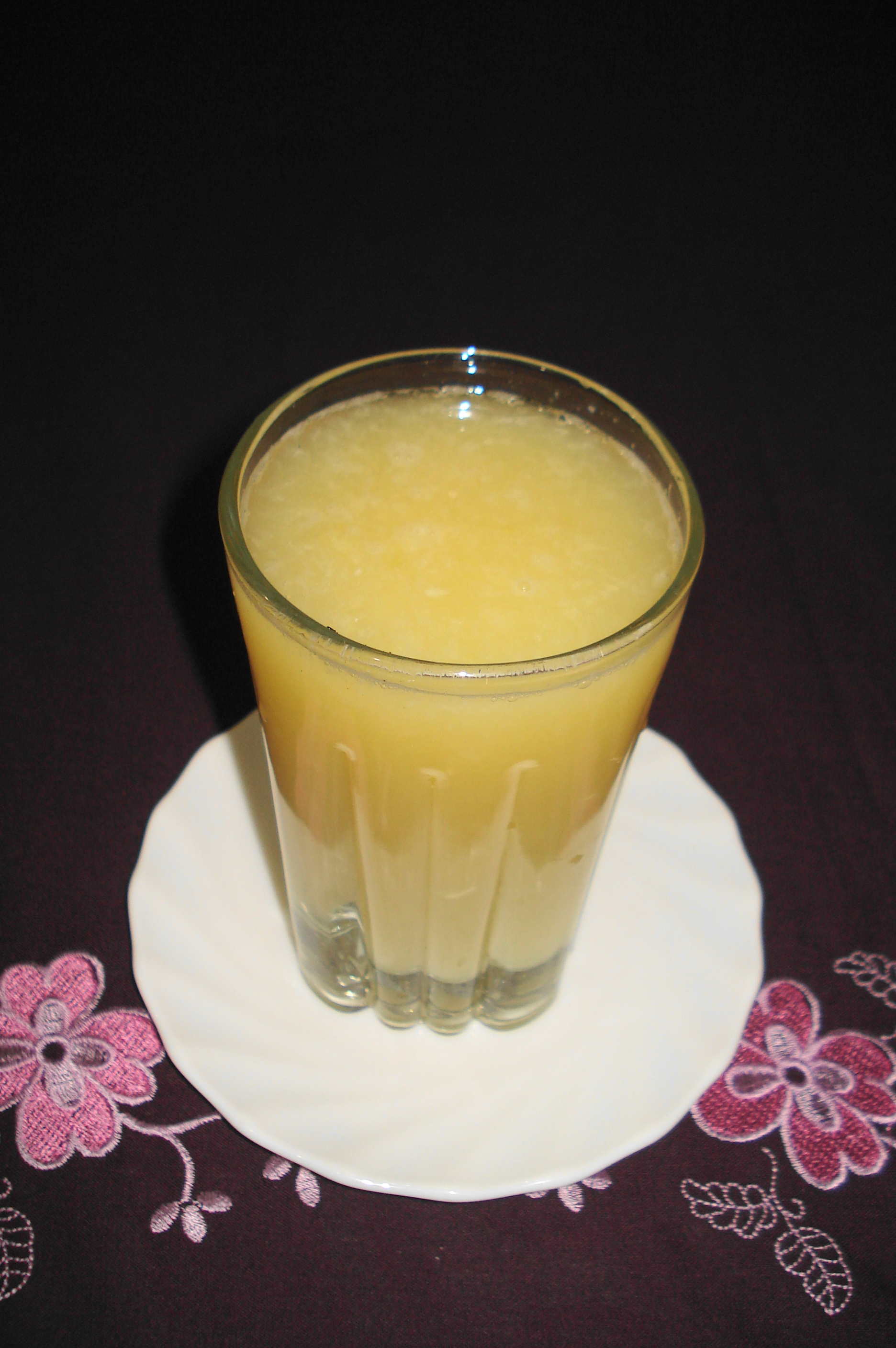
Jus de lime douce mozambi couramment servi comme rafraichissement

De même au Bangladesh মুসম্বি/মোসাম্বি (musambi - mosambi)'', au Népal, au Pakistan موسمى (musami) en ourdou.

#### Lumies siciliennes
Les lumies siciliennes décrits par F.M. Raimondo et al. (2015) sont des limettes, V. Vacante et F. Calabrese (2009) («fruit moyen-petit, aplati, avec un mamelon aplati marqué d'un sillon qui l'entoure presque entièrement. Le jus est sucré du fait de la très faible présence d'acides») les classent dans leur chapitre Citron vert et limette.

#### autres
Mary Ellen à fruit lisse est une version mexicaine.

## Huile essentielle
On ne sait pas toujours quel fruit est analysé, d'où une hétérogénéité des résultats. L'essence de limette est utilisée de longue date en parfumerie, Élisabeth Félicie Bayle Mouillard (1837) améliore son essence de la Vallière (fleurs d'oranger, rose muscade, cannelle, girofle, jasmin) avec de l'essence de limette, Johann Rudolf von Wagner en met dans la formulation de son Eau de Cologne (1840) Eugène Soubeiran l'utilise aussi dans l'Eau de Cologne et indique une densité de 0.857 plus faible que celle des autres H.E. d'agrume. En 1896, Francis Watts publie une analyse de l'H.E. de feuilles.
Une analyse japonaise donne pour le fruit d-limonene, gama-terpinène 13,6 %, β-pinène 11,5 %, alpha-pinène 2,1 %, sabinène 1,9 %. Chez limmo napolitain D-limonène est le principal composé aromatique suivi de β-pinène, le β-myrcène, le bergamol (acétate de linalyle), sont notés comme influençant l'ensemble de l'arôme α-phellandrène, α-pinène,  β-phellandrène, linalol, trans-α-bergamotène et le β-bisabolène (note balsamique). Une H.E. extraite à Gwalior par hydrodistillation assistée micro-onde donne 78,3 % de d-limonène, 6,2 % de bergamol, 5,6 % β-pinène, 5,2 % linalol (pourcentage élevé qui donne une note bergamotée), 5,1 % alpha-pinène, 1,8 % de cineole. 
Une publication mexicaine (extraction vapeur) analyse une H.E. extraite à la vapeur (qui donne une H.E. plus pure) et à l'hexane  de fruits provenant de San Juan de la Vega, Celaya, et Guanajuato: 74,4 % d-limonène, 8,2 % bergamol, et 7,6 % de β-pinène. Le rendement en H.E. est maximum à maturité. Ce travail donne également l'évolution du niveau de sucre avec la maturité : de 7,1 à 10,4 % alors que le pourcentage d'acidité s'effondre provoquant une explosion du ration sucre/acide.
L'H.E. a une activité bactéricide B. cereus, B. subtilis, S. aureus, larvicide et insecticide.
L'H.E. de citron vert est parfois commercialisée sous la dénomination impropre Huile essentielle de limette.